# Herb gminy Krokowa
Herb gminy Krokowa – symbol gminy Krokowa.

## Wygląd i symbolika
Herb przedstawia na tarczy podzielonej na trzy pasy: niebieski, żółtym i zielonym czarny wizerunek gryfa pomorskiego. Na herbie kolor niebieski symbolizuje morze, żółty plaże, zielony łąki i lasy, a gryf pomorski – przynależność do regionu Pomorza. 